# Luis Torres
Luis Fernando Torres Brenes (ur. 16 marca 1985) – piłkarz kostarykański grający na pozycji bramkarza. Od 2011 jest zawodnikiem klubu CS Cartaginés.

## Kariera klubowa
Swoją karierę piłkarską Torres rozpoczął w klubie CS Cartaginés. W 2005 roku awansował do kadry pierwszej drużyny i w sezonie 2005/2006 zadebiutował w nim w kostarykańskiej Primera División.

## Kariera reprezentacyjna
W 2013 roku Torres został powołany do reprezentacji Kostaryki na Złoty Puchar CONCACAF 2013.